# Stazione di Tsuruga
La stazione di Tsuruga (敦賀駅?, Tsuruga-eki) è la principale stazione ferroviaria della città omonima, nella prefettura di Fukui in Giappone. Essa è gestita dalla JR West e serve principalmente la linea principale Hokuriku, ed è capolinea della linea Obama. In futuro la stazione vedrà anche l'arrivo dello Hokuriku Shinkansen.

## Linee
JR West
■ Linea principale Hokuriku
■ Linea Obama

## Struttura
La stazione è costituita da tre marciapiedi a isola con 6 binari passanti in superficie, e uno tronco.
| 1-2 | ■ Linea Obama                             | per Obama e Higashi-Maizuru |
| 3   | ■ Linea principale Hokuriku               | per Fukui e Kanazawa        |
| 4   | ■ Linea principale Hokuriku ■ Linea Kosei | per Ōsaka e Maibara         |
| 5   | ■ Linea principale Hokuriku               | per Fukui e Kanazawa        |
| 5   | ■ Linea principale Hokuriku ■ Linea Kosei | per Ōsaka e Maibara         |
| 6   | ■ Linea principale Hokuriku ■ Linea Kosei | per Ōsaka e Maibara         |
| 7   | ■ Linea principale Hokuriku ■ Linea Kosei | per Ōsaka e Maibara         |
| 7   | ■ Linea principale Hokuriku               | per Fukui e Kanazawa        |

## Stazioni adiacenti
| «                         | Servizio                        | »                         |
| Linea principale Hokuriku | Linea principale Hokuriku       | Linea principale Hokuriku |
| ------------------------- | ------------------------------- | ------------------------- |
| Shin-Hikida               | Locale                          | Minami-Imajō              |
| Capolinea                 | Rapido da Fukui                 | ← Imajō                   |
| Shin-Hikida →             | Rapido da Osaka Rapido speciale | Capolinea                 |
| Linea Obama               |                                 |                           |
| Nishi-Tsuruga             | Tutti i treni                   | Capolinea                 |
| Hokuriku Shinkansen       |                                 |                           |
| Nan'etsu                  | -                               | ?                         |